# Contea di Banner
La contea di Banner (in inglese Banner County) è una contea dello Stato del Nebraska, negli Stati Uniti. La popolazione al censimento del 2000 era di 819 abitanti. Il capoluogo di contea è Harrisburg.